# Ле Гран Кевији
Ле Гран Кевији (фр. Le Grand-Quevilly) град је у Француској, у департману Приморска Сена.
По подацима из 1999. године број становника у месту је био 26.679.

## Демографија
| 1962.  | 1968.  | 1975.  | 1982.  | 1990.  | 1999.  | 2006.  | 2011.  |
| ------ | ------ | ------ | ------ | ------ | ------ | ------ | ------ |
| 18.727 | 25.611 | 31.963 | 31.650 | 27.658 | 26.679 | 26.226 | 24.637 |

## Партнерски градови
- Ness Ziona
- Morondava
- Лацен
- Леви
- Хинкли